# Скачки с препятствиями (мультфильм)
«Скачки с препятствиями» (англ. The Steeple Chase) — короткометражный анимационный фильм с участием Микки Мауса, созданный компанией Walt Disney Productions и выпущенный 30 сентября 1933г.

## Сюжет
В этом фильме Микки Маус становится жокеем и будет участвовать в скачках с препятствиями. Ему достаётся призовая лошадь по кличке Молния. В то же время полковник Рольф Рольф ставит свой последний доллар, чтобы выиграть. Но конюхи валяют дурака и выводят лошадь из строя. В отчаянии Микки берёт напрокат костюм лошади и заталкивает в него конюхов. Им удаётся преодолеть препятствия, но они повисают на одном из них возле улья. К счастью, укусы пчел продвигают их к победе.

## Персонажи и озвучивание
- Уолт Дисней — Микки Маус
- Марселлит Гарнер — Минни Маус
- Пинто Колвиг — полковник Рольф Рольф

## Создатели
- Режиссёр: Берт Джиллетт
- Продюсер: Уолт Дисней
- Композитор: Фрэнк Черчилль
- Аниматоры: Арт Бэббит, Джонни Кэннон, Лес Кларк, Клайд Джероними, Дик Хьюмер, Эдвард Лав.

## Релиз
- США — 30 сентября 1933
- Италия — 1934
- Германия — 9 февраля 1934
- Швеция — 17 марта 1935

### DVD
- Walt Disney Treasures
  - Mickey Mouse in Black and White — Volume 2

## Название
- Оригинальное название — The Steeple Chase
- Аргентина — La carrera de obstáculos
- США — Walt Disney's Mickey Mouse: The Steeple Chase / Mickey's Trick Horse
- Швеция — Våga, vinn hästen min